# بخش ساردوئیه
بخش ساردوئیه یکی از بخش‌های شهرستان جیرفت در استان کرمان ایران بوده و مرکز آن شهر درب بهشت است.

## تقسیمات کشوری
بخشداری ساردوئیه رسما در سال ۱۳۱۶ خورشیدی تاسیس شده و پیش از آن تاریخ هم با نام بلوک ساردویه در تقسیمات کشوری ایران حضور داشته.
- بخش ساردوئیه
  - دهستان ساردوئیه
  - دهستان دلفارد
  - دهستان گور

شهر:  درب بهشت

## جمعیت
بنابر سرشماری مرکز آمار ایران، جمعیت بخش ساردوئیه در سال ۱۳۹۵ برابر با ۱۲،۸۵۳ خانوار و ۳۹٬۱۵۸ نفر بوده‌است. طبق آمار این سرشماری بخش ساردوئیه مشتمل بر یک شهر، سه دهستان و ۴۹۲ آبادی است.

## رتبه بخش در استان
بخش ساردوئیه براساس سرشماری سال ۹۵ سومین بخش پرجمعیت استان کرمان می باشد.
فهرست ۱۰ بخش پرجمعیت استان کرمان که در آینده شهرستان خواهند شد:
- منبع:فهرست بخش های استان کرمان

| ردیف | بخش            | شهرستان  | جمعیت سال ۱۳۹۵ |
| ---- | -------------- | -------- | -------------- |
| ۱    | بخش بروات      | بم       | ۵۹٬۶۱۲         |
| ۲    | بخش اسماعیلی   | جیرفت    | ۴۲٬۸۶۷         |
| ۳    | بخش ساردوئیه   | جیرفت    | ۳۹٬۱۵۸         |
| ۴    | بخش ماهان      | کرمان    | ۳۳٬۵۲۱         |
| ۵    | بخش گلباف      | کرمان    | ٣٢٣۵۴          |
| ۶    | بخش چترود      | کرمان    | ۳۱٬۱۸۳         |
| ۷    | بخش زیدآباد    | سیرجان   | ۲۷٬۸۱۸         |
| ۸    | بخش نگین کویر  | فهرج     | ۲۶٬۹۲۲         |
| ۹    | بخش گنبکی      | ریگان    | ۲۵٬۹۷۶         |
| ۱۰   | بخش چاه دادخدا | قلعه گنج | ۲۵٬۵۴۰         |

هم اکنون جمعیت بخش ساردوئیه از ۵ شهرستان استان کرمان بیشتر است که در زیر آمده است.
| ردیف | شهرستان         | مرکز    | تاریخ تأسیس | جمعیت ۱۳۹۵ |
| ---- | --------------- | ------- | ----------- | ---------- |
| ۱    | شهرستان ارزوئیه | ارزوئیه | ۱۳۸۹        | ۳۸٬۵۱۰     |
| ۲    | شهرستان انار    | انار    | ۱۳۸۸        | ۳۶٬۸۹۷     |
| ۳    | شهرستان رابر    | رابر    | ۱۳۸۸        | ۳۵٬۳۶۲     |
| ۴    | شهرستان فاریاب  | فاریاب  | ۱۳۸۹        | ۳۴٬۰۰۰     |
| ۵    | شهرستان کوهبنان | کوهبنان | ۱۳۸۳        | ۲۱٬۲۰۵     |

## موقعیت و پیشینه
این بخش از حدود ۲۰ کیلومتری شهر جیرفت تا حدود ۱۰۰ کیلومتری این شهر در نزدیکی شهر رابر امتداد یافته.بعضی از مناطق که از لحاظ تاریخی و مردم شناسی جزو ساردوئیه بوده است مانند بخش هنزاء،امروزه در شهرستان رابر و دهستان گروه که در بخش راین شهرستان کرمان واقع شده اند. از نظر آب و هوایی دارای آب و هوای سرد و کوهستانی است روستای نمچ زیباترین روستای بخش ساردوئیه است که به دلیل هجوم کمتر گردشگران دره های آن بکر و زیبا باقی مانده اند،در فصل تابستان به دلیل چشمه سارها و کوه‌های دیدنی همچون کوههای بحر آسمان و مراکز تاریخی همچون مقبره امام زاده سلطان سیداحمد توجه گردشگران زیادی را به خود جلب نموده‌است.
بنابر احتمال سِر پِرسی سایکس نویسنده و جغرافی دان بریتانیایی در سالهای نخستین چیرگی عربهای مسلمان بر امپراتوری ساسانی یک فوج بزرگ از سپاه عربهای مسلمان در ساردوئیه دچار برف شدید شده و همه آنها جز دو نفر جان باختند و این دو نفر شرح حادثه کردند.
همچنین این سرزمین ناحیه ییلاق نشین قوم کوچروی کوفج که به صورت قفص و همچنین کوچ در مصادر مهم تاریخی نام ایشان آمده در نظر گرفته میشود.طبق بعضی از نوشته های تاریخی که توسط بعضی رد و توسط بعضی تایید شده در ناحیه دلفارد از این بخش جنگی میان همین قبایل کوچرو و سپاه دولت قدرتمند و گسترده آل بویه در میگیرد که با شکست و مجروح شدن شاهزاده آل بویه همراه میشود اما پس از آن این قوم چیرگی آل بویه را بر خود می پذیرد.
با تطبیقاتِ جغرافیایی که در نوشته های مارکو پولو صورت گرفته دشت مرتفعی که ایشان برای رسیدن از بخش شمالی ایالت کرمان به سمت شهر و شهرک تجاری کامادی در مکان امروزی شهر جیرفت طی کرده است، ساردوئیه می باشد.طبق همین تطبیقات مارکو پولو از تنگه سربیژن و دره دلفارد در همین بخش ساردوئیه هم گذر کرده است.
در دوره صفویه در بعضی مصادر سخن از وجود وزیر و حسابداری از این منطقه در دربار والی و حاکم کرمان به میان آمده است.
همچنین در سفرنامه ها،کتابهای مربوط به جغرافیای  ایران و تقسیمات کشوری این کشور نوشته شده توسط نویسندگان داخلی و خارجی دوره قاجار بارها نام ساردویه ذکر شده.
با آغاز حکومت پهلوی مردم این بخش مانند دگر نقاط کشور شاهد تغییرات و تجربه هایی همچون تشکیل سازمانها و ادارات جدید،ساخت مدارس مدرن،اخذ شناسنامه،اسکان اجباری عشایر و کشف حجاب بوده  که در خاطر افراد مسن نقش بسته است.
مانند نقاط دیگر کشور،مبارزات و طغیان هایی در این بخش بر علیه حاکم جدید ایران یعنی رضاشاه پهلوی صورت گرفت،فردی از مردم دلفارد در بخش ساردوئیه که به نام علیجان یاغی مشهور گشته به صورت مسلحانه با دولت درگیر میشود و در حین جنگ کشته و جسد ایشان به پایتخت منتقل میشود.
در نخستین تقسیمات کشوری گسترده و رسمی ایران پس از برکناری خاندان قاجار که در سال ۱۳۱۶ صورت پذیرفت بخشداری ساردوئیه تاسیس شد که از آن سال تا تقسیمات کشوری سالهای پس از انقلاب مناطق زیادی به این بخش ملحق و منتزع شدند.
یکی از قدیمی ترین مدرسه های استان کرمان و بویژه نیمه جنوبی این استان در این بخش و در شهر درب بهشت(درمزار) قرار دارد.این مدرسه که ساختمان شاخص و زیبایی دارد احتمالا اواخر حکومت قاجار یا اوایل پادشاهی رضاشاه پهلوی تاسیس شده باشد،در روستاهای این بخش مدارس قدیمی دیگری هم وجود داشته که متاسفانه امروزه یا تخریب یا درصد زیادی از ساختمان آنها از میان رفته است.
در حوضه شهرستان جیرفت،دراتفاقات اواخر حکومت پهلوی،انقلاب،جنگ هشت ساله،تصمیم گیریها و انتخابات سیاسی مردم بخش ساردوئیه همراه مردمان دگر بخشهای شهرستان جیرفت نقش بسزایی داشته اند.

## محصولات
محصولات آن کلیه محصولات سردسیری از جمله گردو، گیلاس، زردآلو، هلو، سیب درختی، گلابی، بادام و ... هستند.